# Neuradaceae
Neuradaceae is een botanische naam, voor een familie van bedektzadigen. Een familie onder deze naam wordt de laatste decennia algemeen erkend door systemen voor plantentaxonomie, en ook door het APG-systeem (1998) en het APG II-systeem (2003).
Het gaat om een kleine familie, van een dozijn soorten in drie genera. Het zijn eenjarige kruidachtige planten, voorkomend van het Mediterrane gebied tot India.
In het Cronquist-systeem (1981) is de plaatsing in de orde Rosales.